# Mataquescuintla
Mataquescuintla (del náhuatl, significa «red para atrapar perros») es un municipio del departamento de Jalapa de la región sur-oriente de la República de Guatemala. Este municipio tiene una extensión territorial de 287 km² y equivale al 14.3% de la extensión territorial del departamento de Jalapa.
Históricamente tuvo un papel relevante durante la primera mitad del siglo xix cuando fue el centro de operaciones del capitán general conservador Rafael Carrera, quien dirigió una revolución campesina católica contra el gobierno liberal laico de Mariano Gálvez en 1838 y luego gobernó Guatemala desde 1840 hasta su muerte en 1865.
Los oriundos del lugar le llaman "Colís" como se dice en latín colina; se autollaman "coliseños".[cita requerida]

## Toponimia
Muchos de los nombres de los municipios y poblados de Guatemala constan de dos partes: el nombre del santo católico que se venera el día en que fueron fundados y una descripción con raíz náhuatl; esto se debe a que las tropas que invadieron la región en la década de 1520 al mando de Pedro de Alvarado estaban compuestas por soldados españoles y por indígenas tlaxcaltecas y cholultecas.
El topónimo «Mataquescuintla», proviene de la náhuatl el cual se compone de las palabras: «matatl» (español: «bolsa de red»), «Itzcuintli» (español: «perro») y «tlan» (español: «abundancia») y significa «red para atrapar perros».

## Geografía física

### Clima
La cabecera municipal de Mataquescuintla posee un clima templado; (Clasificación de Köppen: Cwb).
| Parámetros climáticos promedio de Mataquescuintla | Parámetros climáticos promedio de Mataquescuintla | Parámetros climáticos promedio de Mataquescuintla | Parámetros climáticos promedio de Mataquescuintla | Parámetros climáticos promedio de Mataquescuintla | Parámetros climáticos promedio de Mataquescuintla | Parámetros climáticos promedio de Mataquescuintla | Parámetros climáticos promedio de Mataquescuintla | Parámetros climáticos promedio de Mataquescuintla | Parámetros climáticos promedio de Mataquescuintla | Parámetros climáticos promedio de Mataquescuintla | Parámetros climáticos promedio de Mataquescuintla | Parámetros climáticos promedio de Mataquescuintla | Parámetros climáticos promedio de Mataquescuintla |
| Mes                                               | Ene.                                              | Feb.                                              | Mar.                                              | Abr.                                              | May.                                              | Jun.                                              | Jul.                                              | Ago.                                              | Sep.                                              | Oct.                                              | Nov.                                              | Dic.                                              | Anual                                             |
| ------------------------------------------------- | ------------------------------------------------- | ------------------------------------------------- | ------------------------------------------------- | ------------------------------------------------- | ------------------------------------------------- | ------------------------------------------------- | ------------------------------------------------- | ------------------------------------------------- | ------------------------------------------------- | ------------------------------------------------- | ------------------------------------------------- | ------------------------------------------------- | ------------------------------------------------- |
| Temp. máx. media (°C)                             | 22.9                                              | 24.0                                              | 25.5                                              | 26.2                                              | 25.6                                              | 24.1                                              | 24.1                                              | 24.3                                              | 23.6                                              | 23.2                                              | 22.7                                              | 22.5                                              | 24.1                                              |
| Temp. media (°C)                                  | 17.7                                              | 18.4                                              | 19.3                                              | 20.2                                              | 20.1                                              | 19.4                                              | 19.4                                              | 19.4                                              | 19.0                                              | 18.8                                              | 18.0                                              | 17.4                                              | 18.9                                              |
| Temp. mín. media (°C)                             | 8.5                                               | 10.9                                              | 13.2                                              | 14.2                                              | 14.6                                              | 14.7                                              | 14.7                                              | 14.6                                              | 14.5                                              | 12.4                                              | 9.4                                               | 7.4                                               | 12.4                                              |
| Precipitación total (mm)                          | 8                                                 | 10                                                | 18                                                | 42                                                | 192                                               | 319                                               | 243                                               | 238                                               | 301                                               | 194                                               | 41                                                | 15                                                | 1621                                              |
| Fuente: Climate-Data.org                          |                                                   |                                                   |                                                   |                                                   |                                                   |                                                   |                                                   |                                                   |                                                   |                                                   |                                                   |                                                   |                                                   |

### Ubicación geográfica
Se encuentra ubicado entre el norte de los municipios de San Rafael Las Flores, Casillas, Santa Rosa de Lima y Nueva Santa Rosa municipios del departamento de Santa Rosa, al este de San José Pinula municipios del departamento de Guatemala, al oeste de San Carlos Alzatate y el municipio de Jalapa y al sur de Sansare, Sanarate municipios del departamento de El Progreso y Palencia municipio del departamento de Guatemala.
Muy cerca está la laguna de Ayarza y existe una mina abandonada de bismuto. 
|                        | Norte: Sansare, Sanarate, Palencia                                          |                                   |
| Oeste: San José Pinula |                                                                             | Este: San Carlos Alzatate, Jalapa |
|                        | Sur: San Rafael Las Flores, Casillas, Santa Rosa de Lima y Nueva Santa Rosa |                                   |

## Gobierno municipal
Los municipios se encuentran regulados en diversas leyes de la República, que establecen su forma de organización, lo relativo a la conformación de sus órganos administrativos y los tributos destinados para los mismos.  Aunque se trata de entidades autónomas, se encuentran sujetos a la legislación nacional y las principales leyes que los rigen desde 1985 son:
| N.º | Ley                                                | Descripción |
| --- | -------------------------------------------------- | --- |
| 1   | Constitución Política de la República de Guatemala | Tiene una regulación legal específica para los municipios en los artículos 253 al 262. |
| 2   | Ley Electoral y de Partidos Políticos              | Ley de carácter constitucional aplicable a los municipios en el tema de la conformación de sus autoridades electas. |
| 3   | Código Municipal                                   | Decreto 12-2002 del Congreso de la República de Guatemala. Tiene la categoría de ley ordinaria y contiene preceptos generales aplicables a todos los municipios, e inclusive contiene legislación referente a la creación de los municipios.             |
| 4   | Ley de Servicio Municipal                          | Decreto 1-87 del Congreso de la República de Guatemala. Regula las relaciones entra la municipalidad y los servidores públicos en materia laboral. Tiene su base constitucional en el artículo 262 de la constitución que ordena la emisión de la misma. |
| 5   | Ley General de Descentralización                   | Decreto 14-2002 del Congreso de la República de Guatemala. Regula el deber constitucional del Estado, y por ende del municipio, de promover y aplicar la descentralización y desconcentración económica y administrativa.                                |

El gobierno de los municipios está a cargo de un Concejo Municipal mientras que el código municipal —ley ordinaria que contiene disposiciones que se aplican a todos los municipios— establece que «el concejo municipal es el órgano colegiado superior de deliberación y de decisión de los asuntos municipales […] y tiene su sede en la circunscripción de la cabecera municipal»; el artículo 33 del mencionado código establece que «[le] corresponde con exclusividad al concejo municipal el ejercicio del gobierno del municipio».
El concejo municipal se integra con el alcalde, los síndicos y concejales, electos directamente por sufragio universal y secreto para un período de cuatro años, pudiendo ser reelectos.
Existen también las Alcaldías Auxiliares, los Comités Comunitarios de Desarrollo (COCODE), el Comité Municipal del Desarrollo (COMUDE), las asociaciones culturales y las comisiones de trabajo. Los alcaldes auxiliares son elegidos por las comunidades de acuerdo a sus principios y tradiciones, y se reúnen con el alcalde municipal el primer domingo de cada mes, mientras que los Comités Comunitarios de Desarrollo y el Comité Municipal de Desarrollo organizan y facilitan la participación de las comunidades priorizando necesidades y problemas.
Los alcaldes que ha habido en el municipio son:
- 2012-2016: Hugo Manfredo Loy[10]

## Historia
Los primeros pobladores que habitaron en el municipio de Mataquescuintla fueron de la raza pipil que provenían de la provincia de El Salvador. 

### Tras la independencia de Centroamérica
En la constitución del Estado de Guatemala que se promulgó en 1825, se menciona a Mataquescuintla, como parte del Circuito de Cuajiniquilapa para la impartición de justicia, en el Distrito 3.º (Mita); junto a Mataquescuintla pertenecían a ese circuito Cuajiniquilapa, los Esclavos, Oratorio, Concepción, la Vega, el Pino, los Verdes, los Arcos, Corral de Piedra, San Juan de Arana, el Zapote, Santa Rosa, Jumay, las Casillas y Epaminondas.

### Papel de Mataquescuintla en el derrocamiento de Mariano Gálvez

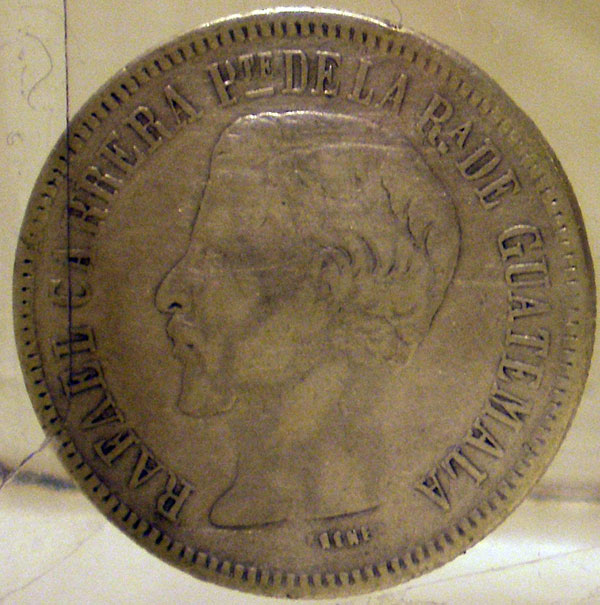
Monedad de dos reales con la efigie del general Rafael Carrera, presidente de Guatemala entre 1844 y 1865 y fundador de la República de Guatemala en 1847. Fue el primer gobernante mestizo de América Latina y tenía en Mataquescuintla el centro de operaciones de sus gestas militares pues contaba con el apoyo de los campesinos mestizos e indígenas de la región.

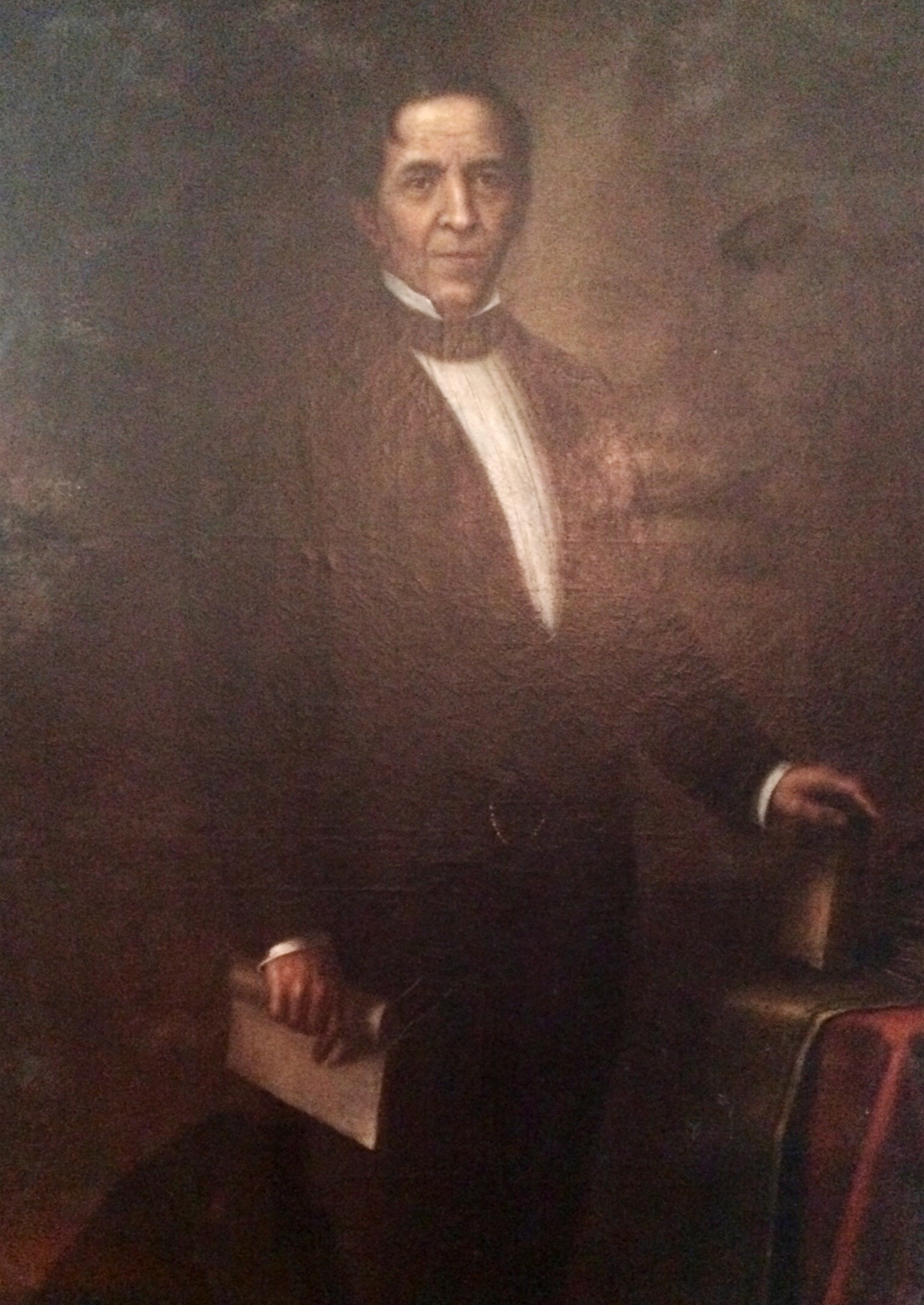
Doctor Mariano Gálvez durante su época de Jefe del Estado de Guatemala (1831-1838)
Museo Nacional de Historia de Guatemala

En 1837 inició la lucha armada contra el régimen de Francisco Morazán, presidente de las República Federal de Centroamérica, entidad política que incluía a Guatemala, Comayagua (posteriormente nombrada Honduras), El Salvador, Nicaragua y Costa Rica. Luchó contra quien gobernaba el Estado de Guatemala, liberal al igual que Francisco Morazán, el doctor José Mariano Gálvez. El máximo dirigente de las fuerzas insurgentes fue Rafael Carrera; entre sus fuerzas había numerosos indígenas ya que el 9 de junio de 1837, el Estado de Guatemala, había vuelto a implantar el tributo indígena que había sido suprimido desde tiempo colonial por la Cortes de Cádiz. Los insurgentes empezaron las hostilidades por medio de una guerra de guerrillas: atacando poblaciones sin dar oportunidad de tener encuentros con las tropas del gobierno. Al mismo tiempo, se propagaba la idea de los enemigos clericales de Gálvez, que lo acusaba del envenenamiento de las aguas fluviales para propagar el cólera morbus a la población, cosa que no ocurría sino por el crecimiento poblacional y la poca capacidad de la estructura sanitaria del país.  Esta acusación favoreció a los objetivos de Carrera, poniendo a una gran parte de la población en contra de Mariano Gálvez y de los liberales en general.
Entre las batallas de Carrera destacan: la del cuartel de Mataquescuintla; la de Ambelis en Santa Rosa, derrotando al ejército comandado por Teodoro Mejía; la del 7 de diciembre de 1837 en la plaza de Jalapa donde fue derrotado; y el 13 de enero de 1838 donde fue atacada la Guarnición de Guatemala. Algunos de estos hechos militares estuvieron acompañados por lamentables hechos cometidos por ambos bandos, como robos, asaltos, allanamientos y asesinatos a gente indefensa.  En particular, el gobierno de Gálvez, al enterarse de que Carrera era el líder de la revuelta, invadió Mataquescuintla y capturó a su esposa, Petrona Álvarez, a quien los soldados tomaron por la fuerza; al enterarse Carrera, juró vengar el ultraje hecho a su mujer, y acompañado de ésta reinició la lucha con nuevos bríos.  Petrona Álvarez, inflamada por el deseo de venganza, cometió numerosas atrocidades en contra de las tropas liberales, al punto que muchos correligionarios de Carrera le temían más a ella que al propio caudillo, a pesar de que Carrera para entonces mostraba ya los rasgos de liderazco y pericia militar que lo caracterizarían. 
La lucha había tomado tintes de guerra santa, pues eran los párrocos del clero secular quienes arengaban a los campesinos a defender los derechos de la santa religión y a combatir a los ateos liberales; el propio Carrera había sido educado por el párroco de Mataquescuintla quien lo había instruido en la religión católica en los vejámenes que ésta sufría bajo el poder de los liberales.  Otro factor que influyó en la revuelta fueron las concesiones que dio el gobierno liberal de Francisco Morazán a los ingleses -a quienes llamaban "herejes" por su condición de protestantes; en Guatemala se les había dado Belice y la Haciendo San Jerónimo en Salamá -la cual era la propiedad más cara y rentable que los liberales habían decomisado a los dominicos en 1829; el contrabando de artículos ingleses provenientes de Belice había empobrecido a los artesanos guatemaltecos, quienes se unieron a la revuelta de Carrera. Los sacerdotes anunciaron a los nativos que Carrera era su ángel protector, que había descendido de los cielos para tomar venganza sobre los herejes, los liberales y los extranjeros y para restaurar su dominio antiguo. Idearon varios trucos para hacerles creer a los indios esta ilusión, los cuales fueron anunciados como milagros. Entre ellos, una carta fue lanzada desde el techo de una de las iglesias, en medio de una vasta congregación de indígenas. Esta carta supuestamente venía de la Virgen María, la cual comisionaba a Carrera a liderar una revuelta en contra el gobierno.
Para contrarrestar los violentos ataques de la guerrilla campesina, el gobernador del Estado de Guatemala Mariano Gálvez aprobó y luego alabó el uso de la política de tierra arrasada en contra de los pueblos alzados; esto motivó que varios de sus partidarios le aconsejaran que desistiera de esa táctica pues solamente contribuiría a incrementar la revuelta.  A principios de 1838, José Francisco Barrundia y Cepeda, jefe liberal de Guatemala y decepcionado de la gestión de Gálvez por sus atrocidades, gestionó para llevar a la Ciudad de Guatemala a Carrera,  para combatir al Jefe de Estado; Para ese año, la situación en Guatemala era insostenible: la economía se encontraba paralizada por la poca seguridad de los caminos y se llegó al punto en que los liberales negociaban con Carrera para poner fin a este enfrentamiento aunque era inevitable. Gálvez sale del ejercicio del poder el 31 de enero de 1838 ante el "Ejército de los Pueblos" al mando de Rafael Carrera que inició la penetración en la ciudad de Guatemala con un ejército de entre diez mil a doce mil hombres, luego del acuerdo a que llegó Carrera con el también liberal Barrundia y Cepeda.
Las tropas victoriosas de Carrera, al grito de «¡Viva la religión!» y «¡Fuera los herejes extranjeros!» y constituidas principalmente por campesinos pobremente armados, tomaron la Ciudad de Guatemala y se dedicaron al pillaje y a destruir los edificios del gobierno liberal, incluyendo el Palacio Arzobispal, que era en donde residía Gálvez y la casa del presentante inglés William Hall. El 2 de marzo de 1838 fue aceptada por unanimidad en la Asamblea la ausencia del poder del doctor Gálvez, y se iniciaría un período de incertidumbre en el Estado de Guatemala, del que el gran beneficiado sería Rafael Carrera, aunque primero sufriría algunas derrotas.

### Fundación del departamento de Santa Rosa
La República de Guatemala fue fundada por el gobierno del presidente capitán general Rafael Carrera el 21 de marzo de 1847 para que el hasta entonces Estado de Guatemala pudiera realizar intercambios comerciales libremente con naciones extranjeras. El 25 de febrero de 1848 la región de Mita fue segregada del departamento de Chiquimula, convertida en departamento y dividida en tres distritos: Jutiapa, Santa Rosa y Jalapa.  Específicamente, el distrito de Santa Rosa incluyó a Santa Rosa como cabecera, Cuajiniquilapa, Chiquimulilla, Guazacapán, Taxisco, Pasaco,  Nancinta, Tecuaco, Sinacantán, Isguatán, Sacualpa, La Leona, Jumay y Mataquescuintla

### Tras la Reforma Liberal
Tras la Reforma Liberal de 1871, los ideólogos e historiadores oficiales del partido liberal se dedicaron a vilipendiar al régimen de Carrera, a quien acusaron de tirano salvaje y anafabeto y opuesto a cualquier desarrollo para Guatemala, sin mencionar en absoluto el apoyo que tuvo para con los indígenas y campesinos mestizos..  El papel de Mataquescuintla en la formación de la República de Guatemala fue hecho a un lado, relegado por las versiones oficiales de historiadores liberales como José María Bonilla, Ramón Rosa, Lorenzo Montufar y Rivera y Ramón A. Salazar.
En 1889, Mataquescuintla fue escenario del alzamiento del coronel Hipólito Ruano contra el gobierno del general Manuel Lisandro Barillas Bercián; opuesto a las políticas de Barillas, Ruano y algunos otros militares retirados se alzaron en armas, pero fueron rápidamente neutralizados por el gobierno.  Ruano fue capturado y fusilado en la plaza de Mataquescuintla.
El 3 de septiembre de 1935 Mataquescuintla se deslindó del departamento de Santa Rosa y se incorporó en el departamento de Jalapa. El 29 de octubre de 1850 fue elevado a la categoría de villa.